# بخش بیرچ لیک، شهرستان کاس، مینه سوتا
بخش بیرچ لیک (به انگلیسی: Birch Lake Township) یک منطقهٔ مسکونی در ایالات متحده آمریکا است که در شهرستان کاس، مینه‌سوتا واقع شده‌است.
 بخش بیرچ لیک ۹۱٫۶ کیلومتر مربع مساحت و ۵۷۳ نفر جمعیت دارد و ۴۲۲ متر بالاتر از سطح دریا واقع شده‌است.